# 팔랑가 국제공항

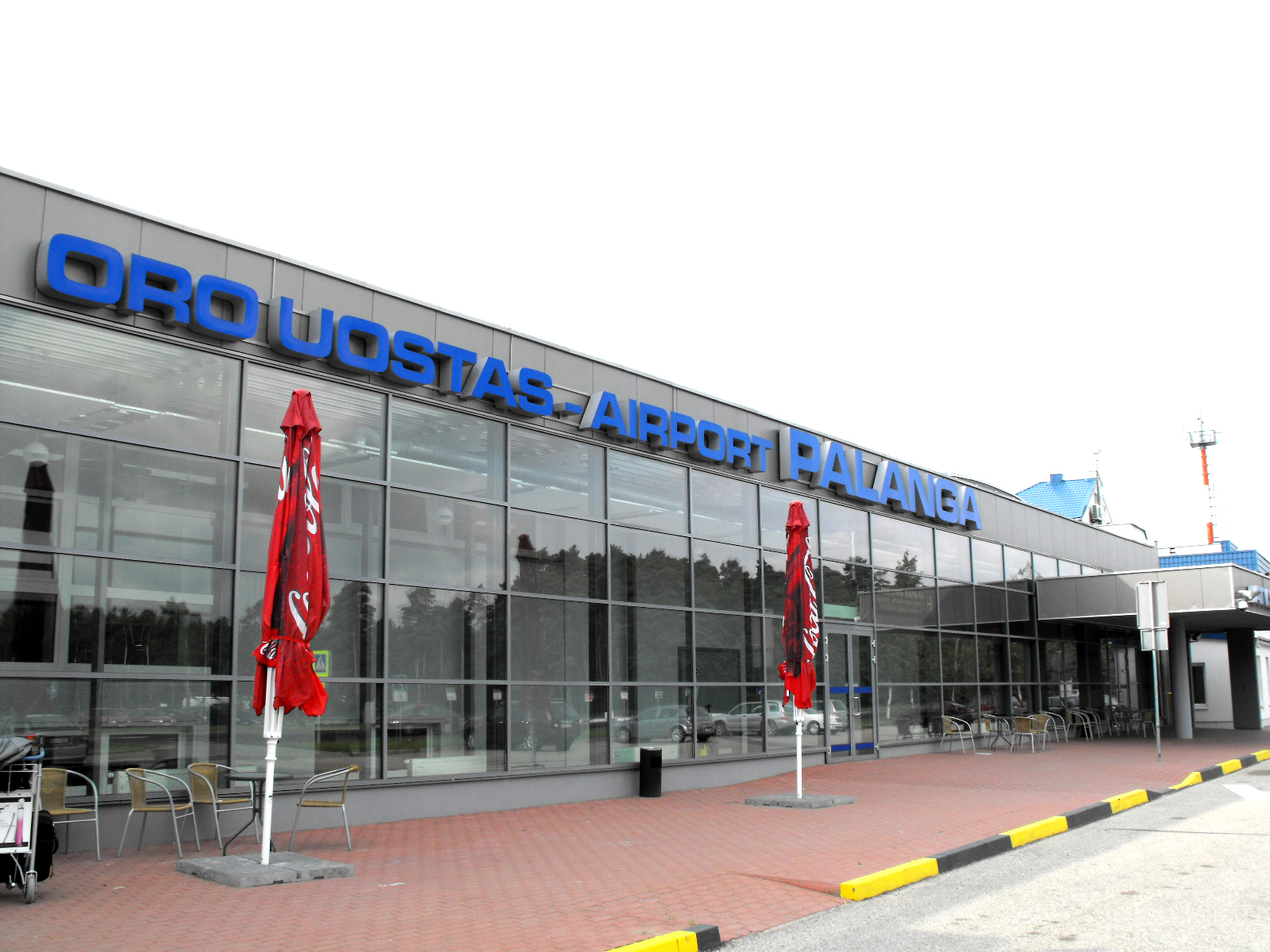

팔랑가 국제공항(Palanga International Airport, IATA: PLQ, ICAO: EYPA)은 발트해의 휴양지 팔랑가 주변에 위치한 국제공항이다. 리투아니아에서 세 번째로 큰 공항이다. 리투아니아 발트해 팔랑가 휴양지와 클라이페다시, 사모기티아의 일부 지역, 라트비아 서부 지역을 관할한다.